# Al-Kaixí
Al-Kaixí (àrab: غياث الدين جمشید بن مسعود بن محمد الكاشي)  (Kaixan, c. 1380 - Samarcanda, 22 de juny de 1429), de nom complet Ghiyath-ad-Din Jamxid ibn Massud ibn Mahmud al-Kaixí o al-Kaixaní, va ser un matemàtic i astrònom persa. Al-Kaixí va calcular el nombre π amb una precisió de setze decimals, la major precisió durant 180 anys.
L'any 2009, la TV iraniana va fer una sèrie de 21 capítols sobre la seva vida, titulada Nardebam-e Asman (traducció al persa del títol de la seva obra en àrab Sullam al-sama (L'escala del cel).

## Biografia
Va assistir a un eclipsi de lluna el 1406 a Kaixan i va redactar diverses obres astronòmiques en els anys següents, entre les quals destacca Sullam al-sama, sobre les mides i les distàncies dels cossos celestes. Les seves taules astronòmiques Zīd̲j̲-i k̲h̲āḳānī (Taules del gran kan, 1413) van ser dedicades a Xah-Rukh. Ulugh Beg va convidar Al-Kaixí a Samarcanda el 1420, any de l'obertura de la madrassa que porta el seu nom, on Al-Kaixí hi va ensenyar junt amb Qadí Zada al-Rumí, el professor d'Ulugh Beg i probablement amb Ulugh Beg mateix. Al-Kaixí també va tenir un paper important en el disseny de l'observatori d'aquesta ciutat, inaugurat cap al 1429, i dels seus instruments d'astronomia. Abans, les observacions del cel eren realitzades a la madrassa.
Els treballs desenvolupats per Ulugh Beg, Qadi-zadà ar-Rumí, Al-Kaixí i altres seixanta savis van portar a la publicació de les Taules del sultà (Zij-é soltâni, en àrab), aparegudes el 1437 però millorades per Ulugh Beg fins poc abans de la seva mort el 1449. Les dades dels Khaqani zij s'hi van fer servir.
La seva obra més notable, a part de les taules, és el Miftah al-hisab (La clau de l'aritmètica, 1427). Va ser escrit com llibre de text i es va fer servir durant els cinc segles següents, no solament com llibre de text sinó també com enciclopedia. El tractat es compon de cinc llibres amb els títols de aritmètica dels enters (6 capítols), aritmètica de les fraccions (12 capítols), computacions astronòmiques (6 capítols), mesura de figures planes i cossos (9 capítols) i solució algebraica de problemes (4 capítols).
Es conserven cartes escrites en persa per Al-Kaixí al seu pare descrivint en detall la vida científica de la Samarcanda d'aquesta època. Al-Kaixí era d'un temperament poc refinat, però Ulugh Beg el tractava amb benevolència a causa a les seves competències.